# 애시턴언더라인 (영국 의회 선거구)
애시턴언더라인 (Ashton-under-Lyney)는 영국 의회의 하원에서 지역을 대표하는 그레이터맨체스터의 선거구이다. 2015년부터 노동당의 앤젤라 레이너가 지역구 의원을 맡고 있다.

## 구획

랭커셔주 시절 지역구 경계 (1974~1983년)

그레이터맨체스터 올덤 도시 자치구의 페일스워스이스트, 페이스워스웨스트와 테임사이드 도시 자치구의 애시턴허스트, 애시턴세인트미첼스, 애시턴워털루, 드로이스던이스트, 드로이스턴웨스트, 세인트피터스를 포괄하는 지역구이다.
- 1832–1885년: 1872년 애시턴언더라인 개발법 (7 & 8 Geo. IV. c.lxxvii)에서 규정된 지역.[3]
- 1885–1918년: 기존의 지역구에서 허스트 지역정부행정구 내 애시턴언더라인 교구가 빠지게 되었다.[4]
- 1918–1949년: 애시턴언더라인, 허스트
- 1950–1955년: 애시턴언더라인, 모슬리, 라임허스트
- 1955–1983년: 애시턴언더라인, 모슬리, 드로일스던[5]

## 역대 국회의원
| 선거   | 의원               | 정당 | 정당   | 비고                                                            |
| ------ | ------------------ | ---- | ------ | --------------------------------------------------------------- |
| 1832년 | 조지 윌리엄스      |      | 급진당 |                                                                 |
| 1835년 | 찰스 힌들리        |      | 급진당 |                                                                 |
| 1857년 | 토머스 마일너 깁슨 |      | 급진당 |                                                                 |
| 1859년 | 토머스 마일너 깁슨 |      | 자유당 |                                                                 |
| 1868년 | 토머스 월턴 멜러   |      | 보수당 |                                                                 |
| 1880년 | 휴 메이슨          |      | 자유당 |                                                                 |
| 1885년 | 존 애디슨          |      | 보수당 |                                                                 |
| 1895년 | 허버트 화이틀리    |      | 보수당 | 드로이트위치 지역구 의원                                        |
| 1906년 | 앨프리드 스콧      |      | 자유당 |                                                                 |
| 1910년 | 맥스 에이트컨 경   |      | 보수당 |                                                                 |
| 1916년 | 앨버트 스탠리 경   |      | 보수당 | 무역청장                                                        |
| 1920년 | 월터 드 프레스 경  |      | 보수당 | 블랙풀                                                          |
| 1924년 | 코널리어스 호맨    |      | 보수당 |                                                                 |
| 1928년 | 앨버트 벨러미      |      | 노동당 | 전국철도노동자조합 회장                                         |
| 1931년 | 존 브로드벤트      |      | 보수당 |                                                                 |
| 1935   | 프레드 심슨        |      | 노동당 | 철도원협회 회장                                                 |
| 1939년 | 윌리엄 조윗        |      | 노동당 | 그레이트브리튼 최고대법관                                       |
| 1945년 | 허비 로드스        |      | 노동당 | 무역청 원내총무 (Parliamentary Secretary to the Board of Trade) |
| 1964년 | 로버트 셸던        |      | 노동당 | 대장부 재무차관 (Financial Secretary to the Treasury)           |
| 2001년 | 데이비드 헤이스    |      | 노동당 |                                                                 |
| 2015   | 안젤라 레이너      |      | 노동당 | 노동당 부대표                                                   |

## 선거

### 2010년대
| 선거                                      | 선거 결과 | 선거 결과                                             | 후보              | 후보          | 정당   | 득표   | %     | ±%    |
| ----------------------------------------- | --------- | ----------------------------------------------------- | ----------------- | ------------- | ------ | ------ | ----- | ----- |
| 2019년 총선 투표수: 38,579 (56.3%) (–2.5) |           | 노동당 유지 과반 득표: 4,263 (11.1%) –17.3 –8.7% 선회 |                   | 앤젤라 레이너 | 노동당 | 18,544 | 48.1  | –12.3 |
| 2019년 총선 투표수: 38,579 (56.3%) (–2.5) |           | 노동당 유지 과반 득표: 4,263 (11.1%) –17.3 –8.7% 선회 | 댄 코스텔로       | 보수당        | 14,281 | 37.0   | +5.0  |       |
| 2019년 총선 투표수: 38,579 (56.3%) (–2.5) |           | 노동당 유지 과반 득표: 4,263 (11.1%) –17.3 –8.7% 선회 | 데릭 브로클허스트 | 브렉시트당    | 3,151  | 8.2    | 신인  |       |
| 2019년 총선 투표수: 38,579 (56.3%) (–2.5) |           | 노동당 유지 과반 득표: 4,263 (11.1%) –17.3 –8.7% 선회 | 조지 라이스       | 자유민주당    | 1,395  | 3.6    | +2.0  |       |
| 2019년 총선 투표수: 38,579 (56.3%) (–2.5) |           | 노동당 유지 과반 득표: 4,263 (11.1%) –17.3 –8.7% 선회 | 리 헌트배치       | 녹색당        | 1,208  | 3.1    | +1.8  |       |
| 2017년 총선 투표수: 39,773 (58.8%) (+1.3) |           | 노동당 유지 과반 득표: 11,295 (28.4%) +0.7 +0.4% 선회 |                   | 앤젤라 레이너 | 노동당 | 24,005 | 60.4  | +10.6 |
| 2017년 총선 투표수: 39,773 (58.8%) (+1.3) |           | 노동당 유지 과반 득표: 11,295 (28.4%) +0.7 +0.4% 선회 | 잭 랜킨           | 보수당        | 12,710 | 32.0   | +9.9  |       |
| 2017년 총선 투표수: 39,773 (58.8%) (+1.3) |           | 노동당 유지 과반 득표: 11,295 (28.4%) +0.7 +0.4% 선회 | 모리스 잭슨       | 영국 독립당   | 1,878  | 4.7    | −17.1 |       |
| 2017년 총선 투표수: 39,773 (58.8%) (+1.3) |           | 노동당 유지 과반 득표: 11,295 (28.4%) +0.7 +0.4% 선회 | 칼리 힉스         | 자유민주당    | 646    | 1.6    | −0.8  |       |
| 2017년 총선 투표수: 39,773 (58.8%) (+1.3) |           | 노동당 유지 과반 득표: 11,295 (28.4%) +0.7 +0.4% 선회 | 앤디 헌터로설     | 녹색당        | 534    | 1.3    | −2.6  |       |
| 2015년 총선 투표수: 38,918 (57.5%) (+0.6) |           | 노동당 유지 과반 득표: 10,756 (27.7%) +4.0 +2.0% 선회 |                   | 앤젤라 레이너 | 노동당 | 19,366 | 49.8  | +1.4  |
| 2015년 총선 투표수: 38,918 (57.5%) (+0.6) |           | 노동당 유지 과반 득표: 10,756 (27.7%) +4.0 +2.0% 선회 | 트레이시 서튼     | 보수당        | 8,610  | 22.1   | −2.6  |       |
| 2015년 총선 투표수: 38,918 (57.5%) (+0.6) |           | 노동당 유지 과반 득표: 10,756 (27.7%) +4.0 +2.0% 선회 | 모리스 잭슨       | 영국 독립당   | 8,468  | 21.8   | +17.4 |       |
| 2015년 총선 투표수: 38,918 (57.5%) (+0.6) |           | 노동당 유지 과반 득표: 10,756 (27.7%) +4.0 +2.0% 선회 | 샬럿 휴즈         | 녹색당        | 1,531  | 3.9    | 신인  |       |
| 2015년 총선 투표수: 38,918 (57.5%) (+0.6) |           | 노동당 유지 과반 득표: 10,756 (27.7%) +4.0 +2.0% 선회 | 칼리 힉스         | 자유민주당    | 943    | 2.4    | −12.4 |       |

2015년 총선에서 영국 독립당은 원래 앤젤라 맥마너스를 후보로 내세우려고 했으나 스탤리브리지 하이드로 선거구를 바꿔 출마하게 되었다.

## 같이 보기
- 그레이터맨체스터의 영국 의회 선거구

### 참조주
1. ↑  “Usual Resident Population, 2011”. 《Neighbourhood Statistics》. Office for National Statistics. 2016년 3월 3일에 원본 문서에서 보존된 문서. 2015년 1월 26일에 확인함.
2. ↑  “Electorate Figures – Boundary Commission for England”. 《2011 Electorate Figures》. Boundary Commission for England. 2011년 3월 4일. 2010년 11월 6일에 원본 문서에서 보존된 문서. 2011년 3월 13일에 확인함.
3. ↑  “The statutes of the United Kingdom of Great Britain and Ireland. 2 & 3 William IV. Cap. LXIV. An Act to settle and describe the Divisions of Counties, and the Limits of Cities and Boroughs, in England and Wales, in so far as respects the Election of Members to serve in Parliament.”. London: His Majesty's statute and law printers. 1832. 300–383쪽. 2020년 5월 23일에 확인함.
4. ↑  〈Chap. 23. Redistribution of Seats Act, 1885〉. 《The Public General Acts of the United Kingdom passed in the forty-eighth and forty-ninth years of the reign of Queen Victoria》. London: Eyre and Spottiswoode. 1885. 111–198쪽.
5. ↑  Craig, F.W.S., 편집. (1972). 《Boundaries of parliamentary constituencies 1985-1972》. Chichester, Sussex: Political Reference Publications. ISBN 0-900178-09-4.
6. ↑  레이그 레이먼트의 연도별 국회의원 목록 (Leigh Rayment's Historical List of MPs) –  'N'로 시작하는 선거구 - part 2
7. ↑  Stooks Smith, Henry. (1973) [1844–1850].  Craig, F. W. S., 편집. 《The Parliaments of England》 2판. Chichester: Parliamentary Research Services. 175쪽. ISBN 0-900178-13-2.
8. ↑  Escott, Margaret (2009). “Lancashire”. 《The History of Parliament》. 2018년 10월 26일에 확인함.
9. ↑  Walton, John K. (1987). 《Lancashire: A social history, 1558-1939》. Manchester: Manchester University Press. 159쪽. ISBN 0-7190-1820-X. 2018년 10월 26일에 확인함 – Google Books 경유.
10. ↑  Fielden, John (1969). 〈New Introduction〉.   Ward, J. T. 《The Curse of the Factory System》 Seco판. Abingdon-on-Thames: Routledge. xxv쪽. ISBN 0714613940. 2018년 4월 7일에 확인함 – Google Books 경유.
11. ↑  Vallance, Edward (2009). 〈The Tolpuddle Martyrs and the People's Charter〉. 《A Radical History of Britain》. London: Hachette Digital. 1839쪽. ISBN 9781405527774.
12. ↑  Neuehiser, Jörg (2016). 〈In the Name of Inequality? Tory Radicalism, Social Protest, and Plebeian Ideas of Justice〉. 《Crown, Church and Constitution: Popular Conservatism in England, 1815-1867》. Berghahn Books. 216쪽. ISBN 9781785331411. 2018년 4월 7일에 확인함 – Google Books 경유.
13. ↑  Hawkins, Angus (2015). 〈'Parliamentary Government' and its Critics〉. 《Victorian Political Culture: 'Habits of Heart and Mind'》. Oxford: Oxford University Press. 130쪽. ISBN 9780198728481. 2018년 4월 7일에 확인함 – Google Books 경유.
14. ↑  “The Milner-Gibsons”. 《The Milner-Gibsons (1806-1986)》. 2013년 8월 3일. 2018년 4월 7일에 확인함.
15. ↑  Jenkins, Terry. “Parties, Politics and Society in Mid-Victorian Britain” (PDF). 《St Ambrose College》. 2쪽. 2016년 12월 12일에 원본 문서 (PDF)에서 보존된 문서. 2018년 4월 7일에 확인함.
16. ↑  Hawkins, Angus (Winter 2009–10). “Celebrating 1859: Party, Patriotism and Liberal Values” (PDF). 《Journal of Liberal History》 65: 11. 2018년 4월 7일에 확인함.
17. ↑  Sansome, Jessica; Otter, Saffron (2019년 11월 14일). “All the Greater Manchester General Election 2019 candidates”. 《Manchester Evening News》. 2019년 11월 15일에 확인함.
18. ↑  “Election Data 2015”. Electoral Calculus. 2015년 10월 17일에 원본 문서에서 보존된 문서. 2015년 10월 17일에 확인함.
19. ↑  “Ashton-under-Lyne”. 《BBC News》. 2015년 5월 11일에 확인함.
20. ↑  “UKIP Tameside on Twitter”.
21. ↑  “Angela McManus for Member of Parliament for Stalybridge and Hyde in the 2015 general election”. 《Who Can I Vote For? by Democracy Club》. 2015년 4월 2일에 원본 문서에서 보존된 문서. 2015년 3월 20일에 확인함.